# 그대를 생각하며 ~춘하추동~
《그대를 생각하며 ~춘하추동~》(君 想ふ 〜春夏秋冬〜 키미 오모후 ~슌카슈토~[*])는 2018년 10월 10일에 발매된 쿠라키 마이의 첫 컨셉트 음반이다. 

## 개요
쿠라키 마이에게는 첫 컨셉트 앨범이다. 음반 자체의 발매로는 TV 애니메이션 《명탐정 코난》와 컬래버레이션한 컴필레이션 음반 《倉木麻衣×名探偵コナン COLLABORATION BEST 21 -真実はいつも歌にある!- / 쿠라키 마이×명탐정 코난 COLLABORATION BEST 21 -진실은 언제나 노래에 있어!-》 이래로 1년, 정규 음반으로도 전작인 《Smile》으로부터도 1년반만의 발매이다. 
쿠라키 마이는 음반 제목인 ‘춘하추동’에 대해서 “새삼스럽게 일본의 매력을 느꼈을 때에, 먼저 사계절이 있네요. 음악도 사계절과 닮았으며 여러 변화로 심정을 표현한다고 생각해요. 그 곡을 들으면 봄이라는 계절을 생각한다던가하는 건 굉장히 멋지다고 생각해서 사계절을 테마로 만들었습니다.”라고 했으며, ‘君 想う→너를 생각하며’에 대해서는 “3월 8일 국제 여성의 날을 알리기 위한 ‘HAPPY WOMAN PROJECT ’를 위해서 만든 ‘WE ARE HAPPY WOMEN’이라는, 여성을 생각한 노래가 있다거나, ‘나고야 여자 마라톤’을 달리는 마라토너 모두에게 응원의 함성을 보내는 ‘Do it!’이 있다거나, 상대에게 살짝 바싹 붙어서 바라보는 듯한 곡이, 굉장히 많기 때문”이라고 말하고 있다. 또, 이번 음반은 41번째 싱글 〈渡月橋 〜君 想ふ〜→도월교 ~그대를 생각하며~〉에서 생겼기 때문에 마지막 트랙으로 가지고 왔다. 
초도 한정판(CD+DVD)은 부제로 되어있는 ‘춘하추동’을 모티브로 한, ‘춘’, ‘하’, ‘추’, ‘동’의 네 가지 형태로 발매된다. 수록 내용은 같지만 네 종류 모두 자켓이 각각 다르다. 
수록곡 중 〈꽃말〉은 미쓰비시 녹화 TV REAL 4K의 이미지 송으로 이미 결정되어 있었으며 뮤직 비디오는 미쓰비시에서 쿠라키 마이의 첫 4K 뮤직비디오로 촬영됐으며,  2018년 9월 7일에 공개됐다. 또, 뮤직 비디오가 더욱더 고화질인 HDR 버전이 있다. 
10월부터는 음반을 들고 4개 도시의 홀을 순회하는 2018년도 전국 LIVE ‘Mai Kuraki Live Project 2018 “Red it be ~그대를 생각하며 춘하추동~”’가 개최될 예정. 

## 차트 성적
본 음반은 2018년 10월 9일자 오리콘의 음반 데일리 차트에서는 추정 매상수가 10,143장으로 2위를 했으며, 10월 22일자의 오리콘 음반 주간 차트에서는 3위를 했다. 
또, Billboard Japan에서는 2018년 10월 22일자 Hot Albums에서도 첫 등장 4위를 기록하고 있다. 

## 수록 내용
CD, 디지털 음원
| #            | 제목                                                | 재생 시간 |
| ------------ | --------------------------------------------------- | --------- |
| 1.           | 〈Light Up My Life〉                                | 4:24      |
| 2.           | 〈Be Proud ~we make new history~〉                  | 4:30      |
| 3.           | 〈꽃말〉 (花言葉)                                   | 4:25      |
| 4.           | 〈WE ARE HAPPY WOMEN〉                              | 4:10      |
| 5.           | 〈Do it!〉                                          | 3:52      |
| 6.           | 〈빨간 우산 ~교토의 비~〉 (真っ赤な傘 〜京都の雨〜) | 3:32      |
| 7.           | 〈오늘 밤은 꿈꾸게 해줘〉 (今宵は夢を見させて)      | 4:02      |
| 8.           | 〈도월교 ~그대를 생각하며~〉 (渡月橋 〜君 想ふ〜)   | 4:06      |
| 총 재생 시간 | 총 재생 시간                                        | 33:01     |

DVD (초도 한정판)
| #  | 제목                                 | 재생 시간 |
| -- | ------------------------------------ | --------- |
| 1. | 〈「花言葉」Music Clip〉             |           |
| 2. | 〈「今宵は夢を見させて」Music Clip〉 |           |
| 3. | 〈「渡月橋 〜君 想ふ〜」Music Clip〉 |           |

## 미디어에서의 사용
Be Proud ~we make new history~
- 니혼 유니시스 창립 60주년 기념송

꽃말
- 미쓰비시 녹화 TV REAL 4K 이미지 송
- 교토 시정 CM 송
- NTV 계열 《버즈 리듬 02》 9월 여는 곡.

## 발매일
| 국가     | 발매일           | 포맷            | 레이블     |
| -------- | ---------------- | --------------- | ---------- |
| 일본     | 2018년 10월 10일 | CD, 디지털 음원 | 노던 뮤직  |
| 대한민국 | 2018년 11월 8일  | 디지털 음원     | 씨앤엘뮤직 |